# Schalun
Schalun, auch Salun oder Schalaun, Salaun ist eine Bezeichnung aus dem 15. Jahrhundert, die eine Webtechnik bezeichnete, die aus der französischen Ortschaft Châlons-sur-Marne stammte.

## Geschichte
Der Begriff leitet sich von Chalons ab, was ein einfach geköpertes Gewebe bezeichnet, das zunächst nach asiatischem Vorbild in Frankreich hergestellt wurde.
Im Mittelalter wurden im Braunschweiger Land die Deckenweber als Schalaunenmacher bezeichnet. In der Stadt gab es 1561 58 Meister dieses Gewerbes, während bis zum Jahr 1650 ihre Zahl auf 7 zurückgegangen und bis 1671 wieder leicht auf 13 Meister angestiegen war. Der Rat der Stadt verlieh dieser Handwerkszunft im Jahr 1594 eine eigene Gildeordnung. Da sie für die Herstellung ihrer Decken insbesondere die Abfallprodukte aus der Gerberei (wie Scherwolle oder Tierhaare) verarbeiteten, kam es nur selten zu Auseinandersetzungen mit anderen Gilden, die ebenfalls Wolle und Leinen verarbeiteten, wie die Leineweber und die Tuch- oder Lakenmacher. Die genaue Zusammensetzung der Stoffe wurden geheim gehalten und die Gesellen durften nur bestimmte Städte, wie beispielsweise Hildesheim, auf ihrer Wanderung aufsuchen.
Die Hauptprodukte dieser Handwerker waren Decken und kleinere Kissenbezüge (sogenannte Bühren). Die Lehrzeit betrug bereits drei Jahre und im Anschluss waren zwei Gesellenjahre Pflicht, bevor man zum Meister ernannt werden konnte. Hierfür wurde die Anfertigung eines Meisterstücks verlangt. Es gab neben den männlichen Beschäftigten auch sogenannte Frauenknappen.
Ein Vertreter dieses Gewerbes war der „Teppich- und Schalunenmacher“ Boldewin, der von 1590 bis 1617 in Wolfenbüttel eine Werkstatt betrieb und zuvor in Halberstadt tätig war.

## Zugehörige Begriffe
- Schollaewn, Schalaune = feines Wollenzeug mit Köper, auch ein daraus gefertigter Mantel oder eine Decke (die identische Bezeichnung für einen ärmellosen Mantel, der auch als Schulkleidung Verwendung fand, leitet sich jedoch vom lateinisch scholana vestis ab[3])
- Schalaundecke = feine wollene Decke
- Schaläuner, Schaluner, Schalunenmacher oder Schalaunenmacher = ein Handwerker, der Schalaunen, feine wollene Decken, verfertigt[4]